# Napój magiczny

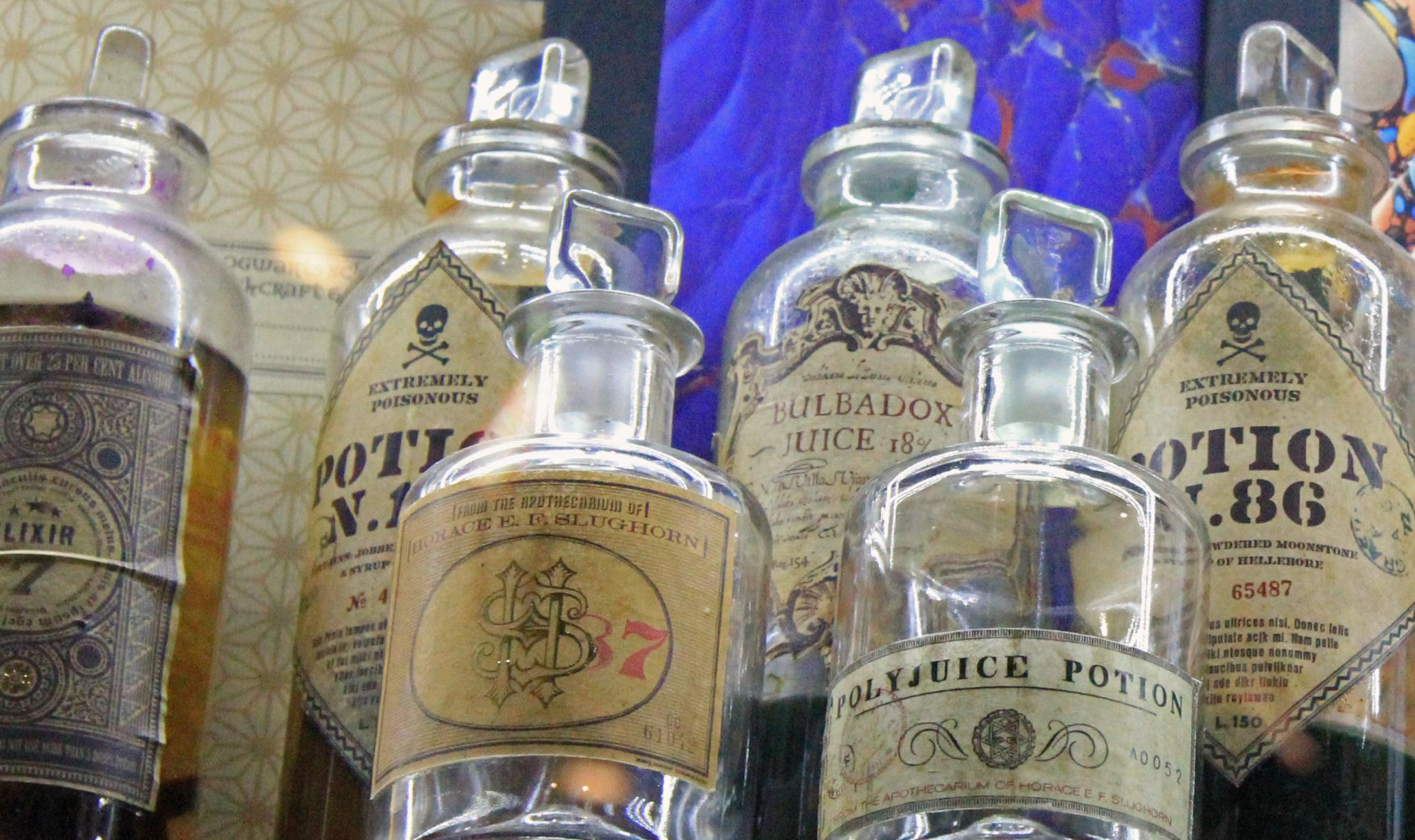
Butelki z magicznymi napojami z filmu o Harrym Potterze

Napój magiczny – napój, który miał (zdaniem osób go sporządzających i używających) posiadać niezwykłą moc, zwykle dlatego, że został zaczarowany przez wypowiedzenie magicznego zaklęcia.
Tzw. napoje magiczne odgrywały rolę w różnych kulturach w czasach historycznych, głównie w średniowieczu, ale także odgrywają pewną rolę w czasach współczesnych, między innymi w literaturze. Przykładem z historii literatury jest legenda o Tristanie i Izoldzie, zaś współczesnym przykładem są powieści z serii o Harrym Potterze, w której uczniowie-adepci magii uczyli się, jak sporządzać różne magiczne napoje.
Magiczne napoje miały być wykorzystywane w różnych celach, zarówno dobrych jak i złych.

## Opis
Sama nazwa specyfiku miała zazwyczaj wskazywać na jego rodzaj, czyli efekt działania. Z irlandzkich przekazów literackich wynika, że osoba administrująca (podająca) napój magiczny miała posiadać władzę (moc) nad osobą przyjmującą napój magiczny z jej rąk. W dawnej literaturze irlandzkiej, to kobiety zwykle podawały magiczne napoje, aby uzyskać władzę nad inną osobą i posiąść to, czego pragnęły (np. męża, uzyskać wyzdrowienie czy dokonać zemsty). Sposób przyrządzania magicznych napojów nie zawsze jest jasny, w niektórych przypadkach napój staje się napojem magicznym poprzez wypowiedzenie specjalnego zaklęcia, w innych poprzez pobłogosławienie przez świętą lub świętego.

## Rodzaje napojów magicznych
W irlandzkiej literaturze z okresu średniowiecza zostały wymienione następujące rodzaje napojów, mających mieć magiczne właściwości:
- napoje uzdrawiające (mające za zadanie wyleczenie z fizycznej lub psychicznej choroby; liczne napoje magiczne tego typu były przygotowywane w średniowiecznej Irlandii z mleka)
- napoje nasenne (miały na celu wywołać sen; były stosowane w przypadku bezsenności, jak i w niegodziwych celach, aby daną osobę wykorzystać; istniały także magiczne napoje, które były używane, bo wywoływały wizje podczas snu, ten rodzaj magicznego napoju nasennego był przygotowywany inaczej niż zwykłe magiczne napoje nasenne i wymagał wypowiedzenia zaklęcia przez czarownika)
- napoje trujące (w ich skład wchodziły trujące rośliny, ale także jady węży)
- napoje wzmacniające albo osłabiające siłę człowieka
- napoje miłosne (magicznym napojem miłosnym mogła stać się zwykła woda, po pobłogosławieniu jej, a taki napój był wykorzystywany także w celu ożywienia miłości łączącej małżonków)

W starożytnych mitach etruskich można znaleźć wzmianki o napojach mających mieć magiczne właściwości, których wypicie miało zapewnić danej osobie, która ten napój wypiła, nieśmiertelność i wieczną młodość lub tą młodość przywrócić.
W starożytnym Egipcie stosowano napój, zawierający wysuszone i pokruszone chrząszcze-skarabeusze, który miał pozytywnie wpływać na płodność kobiety. Napój ten jest stosowany do dziś.
W średniowiecznej Hiszpanii znane były także napoje, które miały zapewnić bezpłodność lub wywołać aborcję, obok napojów miłosnych czy trujących mających doprowadzić do śmierci, a wszelkie formy magii odgrywały znaczącą rolę w codziennym życiu.

## Napój magiczny a napój leczniczy
Średniowieczni medycy podawali pacjentom napoje zawierające substancje mające według ówczesnej wiedzy właściwości lecznicze. Były one zmieszane z wodą, winem, octem lub innym płynem, dobranym w zależności od rozpuszczalności substancji leczniczych.